# طقسوس برقوقي سناني
طقسوس برقوقي سناني (الاسم العلمي:Cephalotaxus lanceolata) هو نوع من النباتات يتبع جنس الطقسوس البرقوقي من الفصيلة الطقسوسية.